# Cerro Chiliques
Cerro Chiliques är ett berg i Chile.   Det ligger i provinsen Provincia de El Loa och regionen Región de Antofagasta, i den norra delen av landet, 1 100 km norr om huvudstaden Santiago de Chile. Toppen på Cerro Chiliques är 5 778 meter över havet, eller 1 098 meter över den omgivande terrängen. Bredden vid basen är 12,6 km.
Terrängen runt Cerro Chiliques är kuperad åt sydost, men åt nordväst är den bergig. Cerro Chiliques är den högsta punkten i trakten. Trakten runt Cerro Chiliques är nära nog obefolkad, med mindre än två invånare per kvadratkilometer.. Närmaste större samhälle är Socaire, 19,4 km väster om Cerro Chiliques. 
Trakten runt Cerro Chiliques är ofruktbar med lite eller ingen växtlighet.